# Эль-Чичон
Эль-Чичон (исп. Chichonal,  также известный как Чичональ) — действующий вулкан, расположенный в Мексике, штат Чьяпас. Его возраст около 220 000 лет. Эль-Чичон часто упускают из виду в сравнении с другими историческими извержениями, однако извержения 1982 года преподносят важные уроки о подготовке к вулканическим катастрофам и влиянии вулканов на климат.
Эль-Чичон входит в геологическую зону, известную как Чьяпанеканская вулканическая дуга. Эль-Чичон — стратовулкан с комплексом куполов и туфовым кольцом, образованным изверженным вулканическим материалом, расположенный между Трансмексиканским вулканическим поясом и Центральноамериканской вулканической дугой. Извержение Эль-Чичона произошло в 1982 году; до этого вулкан не проявлял активности примерно с 1360 года, возможное извержение датируется 1850 годом (дата не является общепризнанной).
Извержение вулкана Эль-Чичон происходило в два этапа: 29 марта и 3—4 апреля 1982 года. В результате извержений в атмосферу было выброшено значительное количество диоксида серы и твёрдых частиц. Вначале вулканический пепел заполнил атмосферу до высоты примерно 30 км. Затем то, что оказалось в стратосфере (примерно 10 Мт), стало переноситься на запад. Тропосферная часть облака (3-7 Мт) двигалась в противоположном направлении и довольно быстро осела на поверхности Земли. Стратосферное облако, расширяясь по горизонтали, сделало несколько отчётливых оборотов вокруг Земли. Наблюдения на Гавайских островах показали, что к декабрю (по сравнению с июнем) из-за развеивания концентрация пепла на высоте 20 км уменьшилась в 6 раз. В умеренных широтах вулканический пепел появился в ноябре 1982 года. Признаки усиления замутненности [стратосферы Арктики появились только в марте 1983 года. Таким образом, понадобился примерно год, чтобы загрязнение равномерно распределилось в стратосфере Северного полушария. В дальнейшем оно равномерно убывало за год примерно в 3 раза. Извержение вызвало в Северном полушарии падение содержания озона на 10 %.
Хотя общий объём извержения был значительно меньше, чем у знаменитого извержения Пинатубо в 1991 году, воздействие Эль-Чичона на глобальный климат было столь же значительным. 